# Kölssjön
Kölssjön är en sjö i Malung-Sälens kommun i Dalarna och ingår i Dalälvens huvudavrinningsområde. Sjön är 8,2 meter djup, har en yta på 0,0742 kvadratkilometer och är belägen 300 meter över havet.